# Larus livens
Il gabbiano zampegialle (Larus livens Dwight 1919) è un uccello della famiglia dei Laridi.

## Sistematica
Larus livens non ha sottospecie, è monotipico.

## Distribuzione e habitat
Questo gabbiano vive in Messico e nel sud degli Stati Uniti, dalla California al Texas.